# Eymur
Eymur è un comune dell'Azerbaigian situato nel distretto di Ağdaş. Conta una popolazione di 953 abitanti.